# 보강 (바둑)
보강은 취약한 곳을 보태고 채워서 두텁게 하는 것이다. 즉, 자신의 약점을 보완해 돌모양의 안전을 도모하고, 상대와의 전투에 대비하기 위해 약점을 제거해서 약한 돌을 강하게 만드는 것이다.